# Golden Globe du meilleur acteur dans un film dramatique
Le Golden Globe du meilleur acteur dans un film dramatique (Golden Globe Award for Best Actor – Motion Picture Drama) est une récompense cinématographique décernée annuellement depuis 1951 par la Hollywood Foreign Press Association.
Cette récompense est née de la scission du Golden Globe du meilleur acteur, décerné de 1944 à 1950, en deux récompenses : Golden Globe du meilleur acteur dans un film dramatique et Golden Globe du meilleur acteur dans un film musical ou une comédie.

## Palmarès
Note : le symbole « ♕ » rappelle le lauréat de l'Oscar du meilleur acteur la même année et le symbole « ♙ » rappelle le nommé pour l'Oscar du meilleur acteur la même année.

### Années 1950
- 1951 : José Ferrer pour le rôle de Cyrano de Bergerac dans Cyrano de Bergerac ♕
  - James Stewart pour le rôle de Elwood P. Dowd dans Harvey
  - Louis Calhern pour le rôle de Oliver Wendell Holmes Jr. dans The Magnificent Yankee
- 1952 : Fredric March pour le rôle de Willy Loman dans Mort d'un commis voyageur (Death of a Salesman) ♙
  - Arthur Kennedy pour le rôle de Larry Nevins dans La Nouvelle Aurore (Bright Victory)
  - Kirk Douglas pour le rôle de James McLeod dans Histoire de détective (Detective Story)
- 1953 : Gary Cooper pour le rôle de Marshal Will Kane dans Le train sifflera trois fois (High Noon) ♕
  - Charles Boyer pour le rôle de Jacques Bonnard dans Sacré Printemps (The Happy Time)
  - Ray Milland pour le rôle d'Allan Fields dans L'Espion  (The Thief)
- 1954 : Spencer Tracy pour le rôle de Clinton Jones dans The Actress
- 1955 : Marlon Brando pour le rôle de Terry Malloy dans Sur les quais (On the Waterfront) ♕
- 1956 : Ernest Borgnine pour le rôle de Marty Piletti dans Marty ♕
- 1957 : Kirk Douglas pour le rôle de Vincent van Gogh dans La Vie passionnée de Vincent van Gogh (Lust For Life) ♙
  - Gary Cooper pour le rôle de Jean (Jess) Birdwell dans La Loi du Seigneur (Friendly Persuasion)
  - Charlton Heston pour le rôle de Moïse dans Les Dix Commandements (The Ten Commandments)
  - Karl Malden pour le rôle d'Archie Lee Meighan dans La Poupée de chair (Baby Doll)
  - Burt Lancaster pour les rôles de Bill Starbuck, Bill Smith, Bill Harle, Tornado Johnson dans Le Faiseur de pluie (The Rainmaker)
- 1958 : Alec Guinness pour le rôle du Colonel Nicholson dans Le Pont de la rivière Kwaï (The Bridge on the River Kwai) ♕
  - Henry Fonda pour le rôle de Mr Davis, juré no 8 dans Douze Hommes en colère (12 Angry Men)
  - Anthony Franciosa pour le rôle de Polo Pope dans Une poignée de neige (A Hatful of Rain)
  - Marlon Brando pour le rôle du Major Lloyd Gruver dans Sayonara
  - Charles Laughton pour le rôle de Sir Wilfrid Robarts dans Témoin à charge (Witness for the Prosecution)
- 1959 : David Niven pour le rôle du Major Pollock dans Tables séparées (Separate Tables) ♕
  - Tony Curtis pour le rôle de John Jackson dans La Chaîne (The Defiant Ones)
  - Robert Donat pour le rôle du mandarin de Yang Cheng dans L'Auberge du sixième bonheur (The Inn of The Sixth Happiness) "nommé à titre posthume"
  - Sidney Poitier pour le rôle de Noah Cullen dans La Chaîne (The Defiant Ones)
  - Spencer Tracy pour le rôle du vieil homme dans Le Vieil Homme et la Mer (The Old Man and the Sea)

### Années 1960
- 1960 : Anthony Franciosa pour le rôle de Sam Lawson dans En lettres de feu (Career)
  - Richard Burton pour le rôle de Jimmy Porter dans Les Corps sauvages (Look Back in Anger)
  - Charlton Heston pour le rôle de Judah Ben-Hur dans Ben-Hur
  - Fredric March pour le rôle de Jerry Kingsley dans Au milieu de la nuit (Middle of the Night)
  - Joseph Schildkraut pour le rôle d'Otto Frank dans Le Journal d'Anne Frank (The Diary of Anne Frank)
- 1961 : Burt Lancaster pour le rôle d'Elmer Gantry dans Elmer Gantry le charlatan (Elmer Gantry) ♕
  - Spencer Tracy pour le rôle d'Henry Drummond dans Procès de singe (Inherit the Wind)
  - Trevor Howard pour le rôle de Walter Morel dans Amants et Fils (Sons and Lovers)
  - Dean Stockwell pour le rôle de Paul Morel dans Amants et Fils (Sons and Lovers)
  - Laurence Olivier pour le rôle de Crassus dans Spartacus
- 1962 : Maximilian Schell pour le rôle de Hans Rolfe dans Jugement à Nuremberg (Judgment at Nuremberg) ♕
  - Maurice Chevalier pour le rôle d'Honoré Panisse dans Fanny
  - Paul Newman pour le rôle d'Eddie Felson, dit « Eddie Vite-Fait » dans L'Arnaqueur (The Hustler)
  - Sidney Poitier pour le rôle de Walter Lee Younger dans Un raisin au soleil (A Raisin in the Sun)
  - Warren Beatty pour le rôle de Bud Stamper dans La Fièvre dans le sang (Splendor in the Grass)
- 1963 : Gregory Peck pour le rôle d'Atticus Finch dans Du silence et des ombres (To Kill a Mockingbird) ♕
  - Jack Lemmon pour le rôle de Joe Clay dans Le Jour du vin et des roses (Days of Wine and Roses)
  - Bobby Darin pour le rôle du malade dans Pressure Point
  - Anthony Quinn pour le rôle d'Auda ibu Tayi dans Lawrence d'Arabie (Lawrence of Arabia)
  - Paul Newman pour le rôle de Chance Wayne dans Doux oiseau de jeunesse (Sweet Bird of Youth)
  - Peter O'Toole pour le rôle de Thomas Edward Lawrence dans Lawrence d'Arabie (Lawrence of Arabia)
  - Jackie Gleason pour le rôle de Gigot dans Gigot, le clochard de Belleville (Gigot)
  - Laurence Harvey pour le rôle de Wilhelm Grimm dans Les Amours enchantées (The Wonderful World of the Brothers Grimm)
  - Burt Lancaster pour le rôle de Robert Franklin Stroud dans Le Prisonnier d'Alcatraz (Birdman of Alcatraz)
  - James Mason pour le rôle d'Humbert Humbert dans Lolita
- 1964 : Sidney Poitier pour le rôle d'Homer Smith dans Le Lys des champs (Lilies of the Field) ♕
  - Stathis Giallelis (en) pour le rôle de Stavros Topouzoglou dans America, America
  - Gregory Peck pour le rôle du Capitaine Josiah J. Newman dans Le Combat du capitaine Newman (Captain Newman, M.D.)
  - Tom Tryon pour le rôle de Stephen Fermoyle dans Le Cardinal (The Cardinal)
  - Rex Harrison pour le rôle de Jules César dans Cléopâtre (Cleopatra)
  - Paul Newman pour le rôle d'Hud Bannon dans Le Plus Sauvage d'entre tous (Hud)
  - Steve McQueen pour le rôle de Rocky Papasano dans Une certaine rencontre (Love with the Proper Stranger)
  - Marlon Brando pour le rôle de L'ambassadeur Harrison Carter 'Mac' MacWhite dans Le Vilain Américain (The Ugly American)
- 1965 : Peter O'Toole pour le rôle d'Henri II d'Angleterre dans Becket ♙
  - Richard Burton pour le rôle de Thomas Becket dans Becket
  - Anthony Quinn pour le rôle d'Alexis Zorba dans Zorba le Grec (Αλέξης Ζορμπάς / Aléxis Zorbás)
  - Anthony Franciosa pour le rôle de Juan Luis Rodriguez dans Rio Conchos
  - Fredric March pour le rôle du Président Jordan Lyman dans Sept jours en mai (Seven Days in May)
- 1966 : Omar Sharif pour le rôle du Dr Youri Jivago dans Le Docteur Jivago (Doctor Zhivago)
  - Rod Steiger pour le rôle de Sol Nazerman dans Le Prêteur sur gages (The Pawnbroker)
  - Rex Harrison pour le rôle de Jules II dans L'Extase et l'Agonie (The Agony and the Ecstasy)
  - Sidney Poitier pour le rôle de Gordon Ralfe dans Un coin de ciel bleu (A Patch of Blue)
  - Oskar Werner pour le rôle de Willie Schumann dans La Nef des fous (Ship of Fools)
- 1967 : Paul Scofield pour le rôle de Sir Thomas More dans Un Homme pour l'éternité (A Man for All Seasons) ♕
  - Steve McQueen pour le rôle de Jake Holman dans La Canonnière du Yang-Tse (The Sand Pebbles)
  - Max von Sydow pour le rôle du Révérend Abner Hale dans Hawaï (Hawaii)
  - Michael Caine pour le rôle d'Alfie Elkins dans Alfie le dragueur (Alfie)
  - Richard Burton pour le rôle de George dans Qui a peur de Virginia Woolf ? (Who’s Afraid of Virginia Woolf?)
- 1968 : Rod Steiger pour le rôle de Bill Gillespie dans Dans la chaleur de la nuit (In the Heat of the Night) ♕
  - Spencer Tracy[1] pour le rôle de Matt Drayton dans Devine qui vient dîner ? (Guess Who's Coming to Dinner)
  - Paul Newman pour le rôle de Lucas 'Luke' Jackson dans Luke la main froide (Cool Hand Luke)
  - Sidney Poitier pour le rôle de Virgil Tibbs dans Dans la chaleur de la nuit (In the Heat of the Night)
  - Alan Bates pour le rôle de Gabriel Oak dans Loin de la foule déchaînée (Far from the Madding Crowd)
  - Warren Beatty pour le rôle de Clyde Barrow dans Bonnie et Clyde (Bonnie and Clyde)
- 1969 : Peter O'Toole pour le rôle du roi Henry II dans Le Lion en hiver (The Lion in Winter) ♙
  - Tony Curtis pour le rôle d'Albert DeSalvo dans L'Étrangleur de Boston (The Boston Strangler)
  - Cliff Robertson pour le rôle de Charly Gordon dans Charly (Flowers for Algernon)
  - Alan Arkin pour le rôle de John Singer dans Le cœur est un chasseur solitaire (The Heart is a Lonely Hunter)
  - Alan Bates pour le rôle de Yakov Bok dans L'Homme de Kiev (The Fixer)

### Années 1970
- 1970 : John Wayne pour le rôle de Rooster Cogburn dans Cent dollars pour un shérif (True Grit) ♕
  - Richard Burton pour le rôle de Henri VIII dans Anne des mille jours (Anne Of the Thousand Days)
  - Dustin Hoffman pour le rôle de Rico "Ratso" Rizzo dans Macadam Cowboy (Midnight Cowboy)
  - Jon Voight pour le rôle de Joe Buck dans Macadam Cowboy (Midnight Cowboy)
  - Alan Arkin pour le rôle d'Abraham Rodriguez dans Popi
- 1971 : George C. Scott pour le rôle du général George S. Patton dans Patton ♕
  - Melvyn Douglas pour le rôle de Tom Garrison dans I Never Sang for My Father
  - James Earl Jones pour le rôle de Jack Jefferson dans L'Insurgé (The Great White Hope)
  - Jack Nicholson pour le rôle de Robert Eroica Dupea dans Cinq pièces faciles (Five Easy Pieces)
  - Ryan O'Neal pour le rôle d'Oliver Barrett IV dans Love Story
- 1972 : Gene Hackman pour le rôle de James R. "Popeye" Doyle dans French Connection (The French Connection) ♕
  - Peter Finch pour le rôle du Dr Daniel Hirsh dans Un dimanche comme les autres (Sunday Bloody Sunday)
  - Malcolm McDowell pour le rôle d'Alex DeLarge dans Orange mécanique (A Clockwork Orange)
  - Jack Nicholson pour le rôle de Jonathan Fuerst dans Ce plaisir qu'on dit charnel (Carnal Knowledge)
  - George C. Scott pour le rôle du Dr Bock dans L'Hôpital (The Hospital)
- 1973 : Marlon Brando pour le rôle de Don Vito Corleone dans Le Parrain (The Godfather) ♕
  - Al Pacino pour le rôle de Michael Corleone dans Le Parrain (The Godfather)
  - Michael Caine pour le rôle de Milo Tindle dans Le Limier (Sleuth)
  - Laurence Olivier pour le rôle d'Andrew Wyke dans Le Limier (Sleuth)
  - Jon Voight pour le rôle d'Ed Gentry dans Delivrance (Deliverance)
- 1974 : Al Pacino pour le rôle de Frank Serpico dans Serpico ♙
  - Robert Blake pour le rôle de John Wintergreen dans Electra Glide in Blue
  - Jack Nicholson pour le rôle de SM1 Billy 'Bad Ass' Buddusky dans La Dernière Corvée (The Last Detail)
  - Steve McQueen pour le rôle d'Henri Charriere dit 'Papillon' dans Papillon
  - Jack Lemmon pour le rôle de Harry Stoner dans Sauvez le tigre (Save the Tiger) ♕
- 1975 : Jack Nicholson pour le rôle de J.J. "Jake" Gittes dans Chinatown ♙
  - James Caan pour le rôle d'Axel Freed dans Le Flambeur (The Gambler)
  - Gene Hackman pour le rôle de Harry Caul dans Conversation secrète (The Conversation)
  - Dustin Hoffman pour le rôle de Lenny Bruce dans Lenny
  - Al Pacino pour le rôle de Michael Corleone dans Le Parrain 2 (Mario Puzo's The Godfather: Part II)
- 1976 : Jack Nicholson pour le rôle de Randall Patrick McMurphy dans Vol au-dessus d'un nid de coucou (One Flew Over the Cuckoo's Nest) ♕
  - Al Pacino pour le rôle de Sonny Wortzik dans Un après-midi de chien (Dog Day Afternoon)
  - Gene Hackman pour le rôle de James R. «Popeye» Doyle dans French Connection 2 (French Connection II)
  - James Whitmore pour le rôle de Harry S. Truman dans Give 'em Hell, Harry!
  - Maximilian Schell pour le rôle d'Arthur Goldman dans The Man in the Glass Booth
- 1977 : Peter Finch pour le rôle d'Howard Beale dans Network ♕
  - Robert De Niro pour le rôle de Travis Bickle dans Taxi Driver ♙
  - Sylvester Stallone pour le rôle de Rocky Balboa dans Rocky ♙
  - Dustin Hoffman pour le rôle de Thomas «Babe» Levy dans Marathon Man
  - David Carradine pour le rôle de Woody Guthrie dans En route pour la gloire (Bound for Glory)
- 1978 : Richard Burton pour le rôle de Martin Dysart dans Equus ♙
  - Marcello Mastroianni pour le rôle de Gabriele dans Une journée particulière (Una giornata particolare) ♙
  - Al Pacino pour le rôle de Bobby Deerfield dans Bobby Deerfield
  - Gregory Peck pour le rôle de Douglas MacArthur dans MacArthur, le général rebelle (MacArthur)
  - Henry Winkler pour le rôle de Jack Dunne dans Héros (Heroes)
- 1979 : Jon Voight pour le rôle de Luke Martin dans Le Retour (Coming home) ♕
  - Gregory Peck pour le rôle du Dr Josef Mengele dans Ces garçons qui venaient du Brésil (The Boys from Brazil)
  - Robert De Niro pour le rôle de Michael "Mike" Vronsky dans Voyage au bout de l'enfer (The Deer Hunter) ♙
  - Anthony Hopkins pour le rôle de Corky Withers / Fats (voix) dans Magic
  - Brad Davis pour le rôle de Billy Hayes dans Midnight Express

### Années 1980
- 1980 : Dustin Hoffman pour le rôle de Ted Kramer dans Kramer contre Kramer (Kramer vs. Kramer) ♕
  - Jack Lemmon pour le rôle de Jack Godell dans Le Syndrome chinois (The China Syndrome)
  - Al Pacino pour le rôle d'Arthur Kirkland dans Justice pour tous (And Justice For All)
  - Jon Voight pour le rôle de Billy dans Le Champion (The Champ)
  - James Woods pour le rôle de Gregory Powell dans Tueurs de flics (The Onion Field)
- 1981 : Robert De Niro pour le rôle de Jake LaMotta dans Raging Bull ♕
  - John Hurt pour le rôle de John Merrick "The Elephant Man" dans Elephant Man (The Elephant Man)
  - Jack Lemmon pour le rôle de Scottie Templeton dans Un fils pour l'été (Tribute)
  - Peter O'Toole pour le rôle d'Eli Cross dans Le Diable en boîte (The Stunt Man)
  - Donald Sutherland pour le rôle de Calvin Jarrett dans Des gens comme les autres (Ordinary People)
- 1982 : Henry Fonda pour le rôle de Norman Thayer dans La Maison du lac (On Golden Pond) ♕
  - Warren Beatty pour le rôle de John Silas Reed dans Reds
  - Timothy Hutton pour le rôle du Cadet Commandant Brian Moreland dans Taps
  - Burt Lancaster pour le rôle de Lou dans Atlantic City ♙
  - Treat Williams pour le rôle de Danny Ciello dans Le Prince de New York (Prince of the City)
- 1983 : Ben Kingsley pour le rôle de Mohandas Karamchand Gandhi dans Gandhi ♕
  - Albert Finney pour le rôle de George Dunlap dans L'Usure du temps (Shoot the Moon)
  - Richard Gere pour le rôle de Zack Mayo dans Officier et Gentleman (An Officer and a Gentleman)
  - Jack Lemmon pour le rôle d'Ed Horman dans Missing ♙
  - Paul Newman pour le rôle de Frank Galvin dans Le Verdict (The Verdict) ♙
- 1984 : Robert Duvall pour le rôle de Mac Sledge dans Tendre Bonheur (Tender Mercies) ♕
  - Albert Finney pour le rôle de Sir dans L'Habilleur (The Dresser) ♙
  - Richard Farnsworth pour le rôle de Miner dans The Grey Fox
  - Tom Conti pour le rôle de Gowan McGland dans Reuben, Reuben ♙
  - Al Pacino pour le rôle de Antonio "Tony" Montana dans Scarface
  - Eric Roberts pour le rôle de Paul Snider dans Star 80
  - Tom Courtenay pour le rôle de Norman dans L'Habilleur (The Dresser) ♙
- 1985 : F. Murray Abraham pour le rôle d'Antonio Salieri dans Amadeus ♕
  - Jeff Bridges pour le rôle de Starman dans Starman ♙
  - Albert Finney pour le rôle de Geoffrey Firmin dans Au-dessous du volcan (Under the Volcano) ♙
  - Tom Hulce pour le rôle de Wolfgang Amadeus Mozart dans Amadeus ♙
  - Sam Waterston pour le rôle de Sydney Schanberg dans La Déchirure (The Killing Fields) ♙
- 1986 : Jon Voight pour le rôle d'Oscar "Manny" Manheim dans Runaway Train ♙
  - Harrison Ford pour le rôle de John Book dans Witness ♙
  - Gene Hackman pour le rôle de Harry MacKenzie dans Soleil d'automne (Twice in a Lifetime)
  - William Hurt pour le rôle de Luis Molina dans Le Baiser de la femme araignée (Beijo da mulher aranha) ♕
  - Raúl Juliá pour le rôle de Valentin Arregui dans Le Baiser de la femme araignée (Beijo da mulher aranha)
- 1987 : Bob Hoskins pour le rôle de George dans Mona Lisa ♙
  - Harrison Ford pour le rôle d'Allie Fox dans Mosquito Coast (The Mosquito Coast)
  - Dexter Gordon pour le rôle de Dale Turner dans Autour de minuit (Round Midnight) ♙
  - William Hurt pour le rôle de James Leeds dans Les Enfants du silence (Children of a Lesser God) ♙
  - Jeremy Irons pour le rôle du Frère Gabriel dans Mission (The Mission)
  - Paul Newman pour le rôle de "Fast Eddie" Felson dans La Couleur de l'argent (The Color of Money) ♕
- 1988 : Michael Douglas pour le rôle de Gordon Gekko dans Wall Street ♕
  - John Lone pour le rôle de Puyi dans Le Dernier Empereur (The Last Emperor)
  - Jack Nicholson pour le rôle de Francis Phelan dans Ironweed ♙
  - Nick Nolte pour le rôle de Lee Umstetter dans Weeds
  - Denzel Washington pour le rôle de Steve Biko dans Cry Freedom
- 1989 : Dustin Hoffman pour le rôle de Raymond Babbitt dans Rain Man ♕
  - Gene Hackman pour le rôle de Rupert Anderson dans Mississippi Burning ♙
  - Tom Hulce pour le rôle de Dominick "Nicky" Luciano dans Nicky et Gino (Dominick and Eugene)
  - Edward James Olmos pour le rôle de Jaime Escalante dans Envers et contre tous (Stand and Deliver) ♙
  - Forest Whitaker pour le rôle de Charlie "Bird" Parker dans Bird

### Années 1990
- 1990 : Tom Cruise pour le rôle de Ron Kovic dans Né un 4 juillet (Born on the Fourth of July) ♙
  - Jack Lemmon pour le rôle de Jake Tremont dans Mon père (Dad)
  - Daniel Day-Lewis pour le rôle de Christy Brown dans My Left Foot (My Left Foot: The Story of Christy Brown) ♕
  - Al Pacino pour le rôle de Frank Keller dans Mélodie pour un meurtre (Sea of Love)
  - Robin Williams pour le rôle de John Keating dans Le Cercle des poètes disparus (Dead Poets Society) ♙
- 1991 : Jeremy Irons pour le rôle de Claus von Bülow dans Le Mystère von Bülow (Reversal of Fortune) ♕
  - Kevin Costner pour le rôle du Lt. Dunbar « Danse avec les loups » dans Danse avec les loups (Dances With Wolves) ♙
  - Richard Harris pour le rôle de Bull McCabe dans The Field ♙
  - Al Pacino pour le rôle de Don Michael Corleone dans Le Parrain 3 (Mario Puzo's The Godfather: Part III)
  - Robin Williams pour le rôle de Dr. Malcolm Sayer dans L'Éveil (Awakenings)
- 1992 : Nick Nolte pour le rôle de Tom Wingo dans Le Prince des marées (The Prince of Tides) ♙
  - Warren Beatty pour le rôle de Bugsy Siegel dans Bugsy ♕
  - Kevin Costner pour le rôle de Jim Garrison dans JFK
  - Robert De Niro pour le rôle de Max Cady dans Les Nerfs à vif (Cape fear) ♙
  - Anthony Hopkins pour le rôle de Hannibal Lecter dans Le Silence des agneaux (The Silence of the Lambs) ♕
- 1993 : Al Pacino pour le rôle du Lt. Colonel Frank Slade dans Le Temps d'un week-end (Scent Of a Woman) ♕
  - Tom Cruise pour le rôle du Lt. Daniel Kaffee dans Des hommes d'honneur (A Few Good Men)
  - Robert Downey Jr. pour le rôle de Charles Chaplin dans Chaplin ♙
  - Jack Nicholson pour le rôle de Jimmy Hoffa dans Hoffa
  - Denzel Washington pour le rôle de Malcolm X dans Malcolm X ♙
- 1994 : Tom Hanks pour le rôle d'Andrew Beckett dans Philadelphia ♕
  - Daniel Day-Lewis pour le rôle de Gerry Conlon dans Au nom du père (In the Name of the Father) ♙
  - Harrison Ford pour le rôle de Richard Kimble dans Le Fugitif (The Fugitive)
  - Anthony Hopkins pour le rôle de James Stevens dans Les Vestiges du jour (The Remains of the Day) ♙
  - Liam Neeson pour le rôle d'Oskar Schindler dans La Liste de Schindler (Schindler's List) ♙
- 1995 : Tom Hanks pour le rôle de Forrest Gump dans Forrest Gump ♕
  - Morgan Freeman pour le rôle de Ellis Boyd « Red » Redding dans Les Évadés (The Shawshank Redemption) ♙
  - Paul Newman pour le rôle de Sully Sullivan dans Un homme presque parfait (Nobody's Fool) ♙
  - Brad Pitt pour le rôle de Tristan Ludlow dans Légendes d'automne (Legends of the Fall)
  - John Travolta pour le rôle de Vincent Vega dans Pulp Fiction ♙
- 1996 : Nicolas Cage pour le rôle de Ben Sanderson dans Leaving Las Vegas ♕
  - Sean Penn pour le rôle de Matthew Poncelet dans La Dernière Marche (Dead Man Walking) ♙
  - Richard Dreyfuss pour le rôle de Glenn Holland dans Professeur Holland (Mr. Holland's Opus) ♙
  - Anthony Hopkins pour le rôle de Richard Nixon dans Nixon ♙
  - Ian McKellen pour le rôle de Richard III dans Richard III
- 1997 : Geoffrey Rush pour le rôle de David Helfgott dans Shine ♕
  - Ralph Fiennes pour le rôle d'Almásy dans Le Patient anglais (The English Patient) ♙
  - Mel Gibson pour le rôle de Tom Mullen dans La Rançon (Ransom)
  - Woody Harrelson pour le rôle de Larry Flynt dans Larry Flynt (The People VS. Larry Flynt) ♙
  - Liam Neeson pour le rôle de Michael Collins dans Michael Collins
- 1998 : Peter Fonda pour le rôle d'Ulee Jackson dans L'Or de la vie (Ulee's Gold) ♙
  - Matt Damon pour le rôle de Will Hunting dans Will Hunting (Good Will Hunting) ♙
  - Daniel Day-Lewis pour le rôle de Danny Flynn dans The Boxer
  - Leonardo DiCaprio pour le rôle de Jack Dawson dans Titanic
  - Djimon Hounsou pour le rôle de Cinque dans Amistad
- 1999 : Jim Carrey pour le rôle de Truman Burbank dans The Truman Show
  - Stephen Fry pour le rôle d'Oscar Wilde dans Oscar Wilde
  - Tom Hanks pour le rôle du Capitaine John H. Miller dans Il faut sauver le soldat Ryan (Saving Private Ryan) ♙
  - Ian McKellen pour le rôle de James Whale dans Ni dieux ni démons (Gods and Monsters) ♙
  - Nick Nolte pour le rôle de Wade Whitehouse dans Affliction ♙

### Années 2000
- 2000 : Denzel Washington pour le rôle de Rubin Carter dans Hurricane Carter (The Hurricane) ♙
  - Russell Crowe pour le rôle du Dr Jeffrey Wigand dans Révélations (The Insider) ♙
  - Matt Damon pour le rôle de Tom Ripley dans Le Talentueux Mr Ripley (The Talented Mr. Ripley)
  - Richard Farnsworth pour le rôle d'Alvin Straight dans Une histoire vraie (The Straight Story) ♙
  - Kevin Spacey pour le rôle de Lester Burnham dans American Beauty ♕
- 2001 : Tom Hanks pour le rôle de Chuck Noland dans Seul au monde (Cast Away) ♙
  - Javier Bardem pour le rôle de Reinaldo Arenas dans Avant la nuit (Before Night Falls) ♙
  - Russell Crowe pour le rôle du général Maximus Decimus Meridius dans Gladiator ♕
  - Michael Douglas pour le rôle de Grady Tripp dans Wonder Boys
  - Geoffrey Rush pour le rôle du Marquis de Sade dans Quills, la plume et le sang (Quills) ♙
- 2002 : Russell Crowe pour le rôle de John Forbes Nash Jr. dans Un homme d'exception (A Beautiful Mind) ♙
  - Will Smith pour le rôle de Cassius Clay / Mohamed Ali dans Ali ♙
  - Kevin Spacey pour le rôle de Quoyle dans  Terre Neuve (The Shipping News)
  - Billy Bob Thornton pour le rôle d'Ed Crane dans  The Barber (The Man Who Wasn't There)
  - Denzel Washington pour le rôle d'Alonzo Harris dans  Training Day ♕
- 2003 : Jack Nicholson pour le rôle de Warren Schmidt dans Monsieur Schmidt (About Schmidt) ♙
  - Adrien Brody pour le rôle de Władysław Szpilman dans Le Pianiste (The Pianist) ♕
  - Michael Caine pour le rôle de Thomas Fowler dans The Quiet American ♙
  - Daniel Day-Lewis pour le rôle de Bill Cutting dans Gangs of New York ♙
  - Leonardo DiCaprio pour le rôle de Frank Abagnale, Jr. dans Arrête-moi si tu peux (Catch Me If You Can)
- 2004 : Sean Penn pour le rôle de Jimmy Markum dans Mystic River ♕
  - Russell Crowe pour le rôle du Capitaine Jack Aubrey dans Master and Commander : De l'autre côté du monde (Master and Commander: The Far Side of the World)
  - Tom Cruise pour le rôle du Capitaine Nathan Algren dans Le Dernier Samouraï (The Last Samurai)
  - Ben Kingsley pour le rôle de Behrani dans House of Sand and Fog ♙
  - Jude Law pour le rôle de Inman dans Retour à Cold Mountain (Cold Mountain) ♙
- 2005 : Leonardo DiCaprio pour le rôle de Howard Hughes dans Aviator (The Aviator) ♙
  - Javier Bardem pour le rôle de Ramón Sampedro dans Mar adentro
  - Don Cheadle pour le rôle de Paul Rusesabagina dans Hotel Rwanda ♙
  - Johnny Depp pour le rôle de J. M. Barrie dans Neverland (Finding Neverland) ♙
  - Liam Neeson pour le rôle d'Alfred Kinsey dans Dr Kinsey (Kinsey)
- 2006 : Philip Seymour Hoffman pour le rôle de Truman Capote dans Truman Capote (Capote) ♕
  - Russell Crowe pour le rôle de Jim Braddock dans De l'ombre à la lumière (Cinderella Man)
  - Terrence Howard pour le rôle de DJay dans Hustle et Flow (Hustle & Flow) ♙
  - Heath Ledger pour le rôle d'Ennis del Mar dans Le Secret de Brokeback Mountain (Brokeback Mountain) ♙
  - David Strathairn pour le rôle de Edward R. Murrow dans Good Night and Good Luck ♙
- 2007 : Forest Whitaker pour le rôle de Idi Amin Dada dans Le Dernier Roi d'Écosse (The Last King of Scotland) ♕
  - Leonardo DiCaprio pour le rôle de Danny Archer dans Blood Diamond ♙
  - Leonardo DiCaprio pour le rôle de Billy Costigan dans Les Infiltrés (The Departed)
  - Peter O'Toole pour le rôle de Maurice dans Venus ♙
  - Will Smith pour le rôle de Chris Gardner dans À la recherche du bonheur (The Pursuit of Happyness) ♙
- 2008 : Daniel Day-Lewis pour le rôle de Daniel Plainview dans There Will Be Blood ♕
  - George Clooney pour le rôle de Michael Clayton dans Michael Clayton ♙
  - James McAvoy pour le rôle de Robbie Turner dans Reviens-moi (Atonement)
  - Viggo Mortensen pour le rôle de Nikolaï Luzhin dans Les Promesses de l'ombre (Eastern Promises) ♙
  - Denzel Washington pour le rôle de Frank Lucas dans American Gangster
- 2009 : Mickey Rourke pour le rôle de Randy "Ram" Robinson dans The Wrestler ♙
  - Leonardo DiCaprio pour le rôle de Frank Wheeler dans Les Noces rebelles (Revolutionary Road)
  - Frank Langella pour le rôle de Richard Nixon dans Frost/Nixon ♙
  - Sean Penn pour le rôle de Harvey Milk dans Harvey Milk (Milk) ♕
  - Brad Pitt pour le rôle de Benjamin Button dans L'Étrange Histoire de Benjamin Button (The Curious Case of Benjamin Button) ♙

### Années 2010
- 2010[2] : Jeff Bridges pour le rôle de Bad Blake dans Crazy Heart ♕
  - George Clooney pour le rôle de Ryan Bingham dans In the Air (Up in the Air) ♙
  - Colin Firth pour le rôle de George dans A Single Man ♙
  - Morgan Freeman pour le rôle de Nelson Mandela dans Invictus ♙
  - Tobey Maguire pour le rôle du Capitaine Sam Cahill dans Brothers
- 2011[3] : Colin Firth pour le rôle du roi George VI dans Le Discours d'un roi (The King Speech) ♕
  - Jesse Eisenberg pour le rôle de Mark Zuckerberg dans The Social Network ♙
  - James Franco pour le rôle d'Aron Ralston dans 127 heures (127 Hours) ♙
  - Ryan Gosling pour le rôle de Dean dans Blue Valentine
  - Mark Wahlberg pour le rôle de Micky Ward dans Fighter (The Fighter)
- 2012[4] : George Clooney pour le rôle de Matt King dans The Descendants ♙
  - Leonardo DiCaprio pour le rôle de J. Edgar Hoover dans J. Edgar
  - Michael Fassbender pour le rôle de Brandon Sullivan dans Shame
  - Ryan Gosling pour le rôle de Stephen Meyers dans Les Marches du pouvoir (The Ides of March)
  - Brad Pitt pour le rôle de Billy Beane dans Le Stratège (Moneyball) ♙
- 2013[5] : Daniel Day-Lewis pour le rôle d'Abraham Lincoln dans Lincoln ♕
  - Richard Gere pour le rôle de Robert Miller dans Arbitrage
  - John Hawkes pour le rôle de Mark O'Brien dans The Sessions
  - Joaquin Phoenix pour le rôle de Freddie Quell dans The Master ♙
  - Denzel Washington pour le rôle de Whip Whitaker dans Flight ♙
- 2014 : Matthew McConaughey pour le rôle de Ron Woodroof dans Dallas Buyers Club ♕
  - Chiwetel Ejiofor pour le rôle de Solomon Northup dans Twelve Years a Slave
  - Idris Elba pour le rôle de Nelson Mandela dans Mandela : Un long chemin vers la liberté (Mandela : Long Walk to Freedom)
  - Tom Hanks pour le rôle de Richard Phillips dans Capitaine Phillips (Captain Phillips)
  - Robert Redford pour le rôle de Our Man dans All Is Lost
- 2015[6] : Eddie Redmayne pour le rôle de Stephen Hawking dans Une merveilleuse histoire du temps (The Theory of Everything)
  - Steve Carell pour le rôle de John Eleuthère du Pont dans Foxcatcher
  - Benedict Cumberbatch pour le rôle d'Alan Turing dans Imitation Game (The Imitation Game)
  - Jake Gyllenhaal pour le rôle de Louis « Lou » Bloom dans Night Call (Nightcrawler)
  - David Oyelowo pour le rôle de Martin Luther King, Jr. dans Selma
- 2016 : Leonardo DiCaprio pour le rôle de Hugh Glass dans The Revenant ♕
  - Bryan Cranston pour le rôle de Dalton Trumbo dans Trumbo
  - Michael Fassbender pour le rôle de Steve Jobs dans Steve Jobs
  - Eddie Redmayne pour le rôle de Lili Elbe / Einar Wegener dans Danish Girl
  - Will Smith pour le rôle du Dr Bennet Omalu dans Seul contre tous (Concussion)
- 2017 : Casey Affleck pour le rôle de Lee Chandler dans Manchester by the Sea ♕
  - Joel Edgerton pour le rôle de Richard Loving dans Loving
  - Andrew Garfield pour le rôle de Desmond Doss dans Tu ne tueras point (Hacksaw Ridge)
  - Viggo Mortensen pour le rôle de Ben dans Captain Fantastic
  - Denzel Washington pour le rôle de Troy Maxson dans Fences
- 2018 : Gary Oldman pour le rôle de Winston Churchill dans Les Heures sombres (Darkest Hour) ♕
  - Timothée Chalamet pour le rôle d'Elio Perlman dans Call Me by Your Name
  - Daniel Day-Lewis pour le rôle de Reynolds Woodcok dans Phantom Thread
  - Tom Hanks pour le rôle de Benjamin "Ben" Bradlee dans Pentagon Papers (The Post)
  - Denzel Washington pour le rôle de Roman J. Israel dans Roman J. Israel, Esq.
- 2019 : Rami Malek pour le rôle de Freddie Mercury dans Bohemian Rhapsody ♕
  - Bradley Cooper pour le rôle de Jackson Maine dans A Star is Born
  - Willem Dafoe pour le rôle de Vincent van Gogh dans At Eternity's Gate
  - Lucas Hedges pour le rôle de Jared Eamons dans Boy Erased
  - John David Washington pour le rôle de Ron Stallworth dans BlacKkKlansman : J'ai infiltré le Ku Klux Klan (BlacKkKlansman)

### Années 2020
- 2020 : Joaquin Phoenix pour le rôle d'Arthur Fleck / Le Joker dans Joker ♕
  - Christian Bale pour le rôle de Ken Miles dans Le Mans 66 (Ford v. Ferrari)
  - Antonio Banderas pour le rôle de Salvador Mallo dans Douleur et Gloire (Dolor Y Gloria) ♙
  - Adam Driver pour le rôle de Charlie Barber dans Marriage Story ♙
  - Jonathan Pryce pour le rôle du cardinal Jorge Mario Bergoglio dans Les Deux Papes ♙
- 2021 : Chadwick Boseman pour le rôle de Levee dans Le Blues de Ma Rainey (Ma Rainey's Black Bottom) à titre posthume ♙
  - Riz Ahmed pour le rôle de Ruben dans Sound of Metal
  - Anthony Hopkins pour le rôle d'Anthony dans The Father ♕
  - Gary Oldman pour le rôle d'Herman J. Mankiewicz dans Mank
  - Tahar Rahim pour le rôle de Mohamedou Ould Slahi dans Désigné coupable (The Mauritanian)
- 2022 : Will Smith pour le rôle de Richard Williams dans La Méthode Williams (King Richard) ♕
  - Mahershala Ali pour le rôle de Milo dans Swan Song
  - Javier Bardem pour le rôle de Desi Arnaz dans Being the Ricardos ♙
  - Benedict Cumberbatch pour le rôle de Phil Burbank dans The Power of the Dog ♙
  - Denzel Washington pour le rôle de Macbeth dans Macbeth (The Tragedy of Macbeth) ♙
- 2023 : Austin Butler pour le rôle d'Elvis Presley dans Elvis
  - Jeremy Pope pour le rôle de Ellis French dans The Inspection
  - Hugh Jackman pour le rôle de Peter dans The Son
  - Brendan Fraser pour le rôle de Charlie dans The Whale
  - Bill Nighy pour le rôle de Mr Williams dans Vivre (Living)

- 2024 : Cillian Murphy pour le rôle de Robert Oppenheimer dans Oppenheimer
  - Bradley Cooper pour le rôle de Leonard Bernstein dans Maestro
  - Leonardo DiCaprio pour le rôle de Ernest Burkhart dans Killers of the Flower Moon
  - Colman Domingo pour le rôle de Bayard Rustin dans Bayard Rustin (Rustin)
  - Barry Keoghan pour le rôle de Oliver Quick dans Saltburn
  - Andrew Scott pour le rôle de Adam dans Sans jamais nous connaître (All of Us Strangers)

- 2025 : Adrien Brody pour le rôle de László Toth dans The Brutalist
  - Timothée Chalamet pour le rôle de Bob Dylan dans Un parfait inconnu (A Complete Unknown)
  - Daniel Craig pour le rôle de William Lee dans Queer
  - Colman Domingo pour le rôle de John « Divine G » Whitfield dans Sing Sing
  - Ralph Fiennes pour le rôle du cardinal Thomas Lawrence dans Conclave
  - Sebastian Stan pour le rôle de Donald Trump dans The Apprentice

## Récompenses multiples
3 : Jack Nicholson, Tom Hanks
2 : Gregory Peck, Dustin Hoffman, Leonardo DiCaprio, Al Pacino, Daniel Day-Lewis, Jon Voight, Marlon Brando, Peter O'Toole

## Nominations multiples
10 : Al Pacino
8 : Leonardo DiCaprio, Jack Nicholson, Denzel Washington
7 : Daniel Day-Lewis, Paul Newman
6 : Tom Hanks, Jack Lemmon
5 : Richard Burton, Russell Crowe, Gene Hackman, Dustin Hoffman, Anthony Hopkins, Peter O'Toole, Gregory Peck, Sidney Poitier, Jon Voight
4 : Warren Beatty, Javier Bardem, Marlon Brando, Robert De Niro, Burt Lancaster, Spencer Tracy
3 : Michael Caine, George Clooney, Tom Cruise, Albert Finney, Harrison Ford, Fredric March, Steve McQueen, Liam Neeson, Nick Nolte, Laurence Olivier, Sean Penn, Brad Pitt, Will Smith
2 : Alan Arkin, Alan Bates, Jeff Bridges, Gary Cooper, Kevin Costner, Tony Curtis, Matt Damon, Kirk Douglas, Michael Douglas, Richard Farnsworth, Michael Fassbender, Peter Finch, Colin Firth, Anthony Franciosa, Morgan Freeman, Richard Gere, Ryan Gosling, Rex Harrison, Charlton Heston, Tom Hulce, William Hurt, Jeremy Irons, Ben Kingsley, Ian McKellen, Ray Milland, Viggo Mortensen, Gary Oldman, Joaquin Phoenix, Anthony Quinn, Eddie Redmayne, Geoffrey Rush, Maximilian Schell, George C. Scott, Kevin Spacey, Rod Steiger, Forest Whitaker, Robin Williams